# Pseudoxenodon bambusicola
Pseudoxenodon bambusicola är en ormart som beskrevs av Vogt 1922. Pseudoxenodon bambusicola ingår i släktet Pseudoxenodon och familjen snokar. Inga underarter finns listade i Catalogue of Life.
Denna orm förekommer i sydöstra Kina samt i Laos och Vietnam. Arten lever i kulliga områden och i bergstrakter mellan 300 och 1500 meter över havet. Individerna vistas i skogar (ofta med bambu) och vid skogens kanter. De hittas oftast intill vattenansamlingar. Pseudoxenodon bambusicola har främst groddjur som föda. Honor lägger ägg.
För beståndet är inga hot kända. Hela populationen anses vara stabil. IUCN kategoriserar arten globalt som livskraftig.